# Kościół Świętego Ducha w Witebsku
Kościół Świętego Ducha w Witebsku (biał. Касцёл Святога Духа ў Віцебску) – rzymskokatolicki kościół pod wezwaniem Świętego Ducha, znajdujący się w Witebsku.

## Historia
Świątynię zaadaptowano z dawnej hali sportowej przy ul. Czkałowa 5a i od Wielkanocy 2001 roku rozpoczęto regularne celebrowanie Mszy Świętej i nabożeństw. 18 maja 2013 roku, odbyła się uroczystość konsekracji kościoła oraz poświęcenie nowego domu zakonnego Salwatorianów. Liturgii przewodniczył abp mińsko-mohylewski Tadeusz Kondrusiewicz.